# 와이드에스컴퍼니
와이드에스컴퍼니는 대한민국의 연예 기획사이다.

## 소속 연예인
- 김영광
- 정수한
- 신문성
- 최정인